# Rubber Ducky
Rubber Ducky ist ein von Hak5 entwickeltes Keystroke-Injection-Tool auf Basis eines ATMEL-32-bit-Chips und einer SD-Karte. Mit Hilfe des wie ein USB-Stick aussehenden Tools lassen sich automatisierte Tastatureingaben an einem Rechner ausführen. Dazu gibt sich das Gerät als USB-Tastatur aus. Die auszuführenden Tastatureingaben werden mit der eigens für Rubber Ducky entwickelten Scriptsprache Ducky Script erstellt und auf einer Speicherkarte abgelegt. Sobald der Rubber Ducky an einem Computer angeschlossen wird, werden die vorher definierten Eingaben ausgeführt.

## Geschichte
Der erste Prototyp des später so benannten Rubber Duckys wurde vom Hak5-Gründer Darren Kitchen entwickelt. Als IT-Administrator war er es leid, immer wieder die gleichen Befehle zu tippen, um Drucker und Netzwerkfreigaben zu reparieren. So entstand die Idee des Gerätes. Er programmierte eine Platine, die das Tippen einer Tastatur emuliert, und damit war die Keystroke-Injection-Attacke geboren. Seit 2010 hilft das Tool nun Pentestern und IT-Administratoren auf der ganzen Welt. Bekanntheit erlangte der Ducky vor allem durch die Verwendung in der Amazon-Prime-Hackerserie Mr. Robot.

## Programmierung
Die Scriptsprache, mit der die Befehle konfiguriert und ausgeführt werden, nennt sich Ducky Script. Die eigens für den Rubber Ducky entwickelte Scriptsprache lässt sich leicht lesen und erlernen. Ein Ducky Script kann in jedem beliebigen Texteditor, zum Beispiel dem Windows Text-Editor oder Notepad++, erstellt werden. Um das fertige Script auf den Ducky zu bringen, muss es in eine .bin-Datei umgewandelt und auf die MicroSD-Karte des Rubber Ducky abgelegt werden.
Einfacher Codeschnipsel in der Scriptsprache Ducky Script:
```
REM Die nächsten drei Zeilen führen einen Befehl aus
GUI r
STRING cmd
ENTER
```

Die erste Zeile des Scripts ist ein Kommentar, der nicht ausgeführt wird. Anschließend simuliert das Script die Betätigung der Tasten Windows + R mit anschließender Eingabe der Zeichenfolge cmd und Bestätigung der Eingabe mit der Enter-Taste. Somit wird die Windows-Betriebssystem-Shell geöffnet.